# Arroyo San Gregorio
Der Arroyo San Gregorio ist ein im Süden Uruguays gelegener Fluss.
Auf seinem Verlauf in südwestlicher Fließrichtung bildet er zunächst die Grenze der Departamentos San José und Flores. Er führt dabei am unweit südlich seines Ufers gelegenen San Gregorio vorbei. Er mündet als linksseitiger Nebenfluss unweit des Paso de la Barra del San Gregorio in den Río San José.